# Ялиця прекрасна
Ялиця прекрасна (Abies magnifica A. Murray) — дерево з роду ялиця родини соснових (Pinaceae).

## Морфологічна характеристика
Дерево заввишки до 57 м, товщина стовбура до 250 см. Крона вузька конусоподібна. Кора сірувата, тонка, з віком товщає і має глибокі тріщини і нарости, які часто в 4 рази ширші, ніж тріщини; пластинки червонуваті. Гілки у верхній частині крони направлені вгору, в нижній — вниз; гілочки другого порядку розташовані супротивно або кільчасто, ясно-жовті або жовтувато-коричневі, протягом перших 1-2 років мають червонувате опушування.
Бруньки зовнішні або приховані в листках, зазвичай темно-коричневі, яйцеподібні, маленькі, не смолянисті або з крапелькою смоли на кінці, на кінці закруглені; основні луски короткі, широкі, рівномірно-трикутні, густо опушені, не смолянисті, краї цільнокраї або городчасті, на кінцях гострі. Листки (хвоя) завдовжки 2-3,7 см, завтовшки 2 мм, переважно однорядні, гнучкі, пахнуть камфорою; у середній частині часто притиснуті до гілочки на 2-3 мм, на кінцях відходять; у поперечному перетині плоскі або у плодовитих гілок у вигляді трапеції. На нижній частині листка видно дві сірувато-зелені смужки, кожна з 4-5 продиховими лініями. Верхня частина листка варіює від синьо-зеленого до сріблясто-сірого кольору, має одну сірувато-зелену смугу, іноді роздвоєну ближче до верхівки. Смуга має 10, рідше за 8-13 продихових лінії в середині листка. На кінці листки закруглені, або на плодовитих гілках дещо загострені; біля країв і нижнього шару епідермісу мають смолянисті борозенки.
Чоловічі шишки під час запилення фіолетові або червонувато-коричневі. Жіночі шишки яйцеподібно-циліндрові, завдовжки 15-20 см, завтовшки 7-10 см; на початку фіолетові, потім жовтувато- або зеленувато-коричневі, безчерешкові, на кінці округлі. Луски шишок 3 x 4 см, пухнасті; мають притиснуті або виступаючі приквітки, що обгортають луски. Насіння 15 мм завдовжки, 6 мм завширшки, темно-червонувато-коричневе, має крила, по довжині порівнянні із сім'ям; насіннєвих бруньок 7-8.

### Відмінність від схожих видів
Ялиця прекрасна схожа з ялицею благородною (A. procera), яка змінює її на північ від Каскадних гір. Розрізнити їх можна по будові листя: у ялиці благородної листя у верхній частині крони має подовжню канавку в середній частині, тоді як у ялиці прекрасною вона відсутня. У ялиці прекрасної листки, як правило, розташовані менш близько один від одного.

## Розповсюдження
У природі ялиця прекрасна росте на заході США, в горах південного заходу Орегона, Невади і Каліфорнії на висоті 1400—2700 м над рівнем моря в змішаних хвойних лісах.

## Галерея

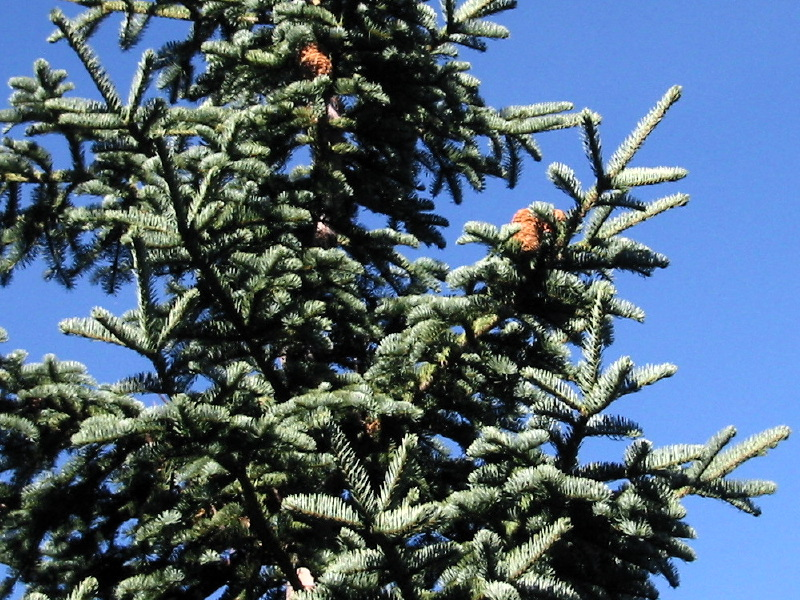
Шишки
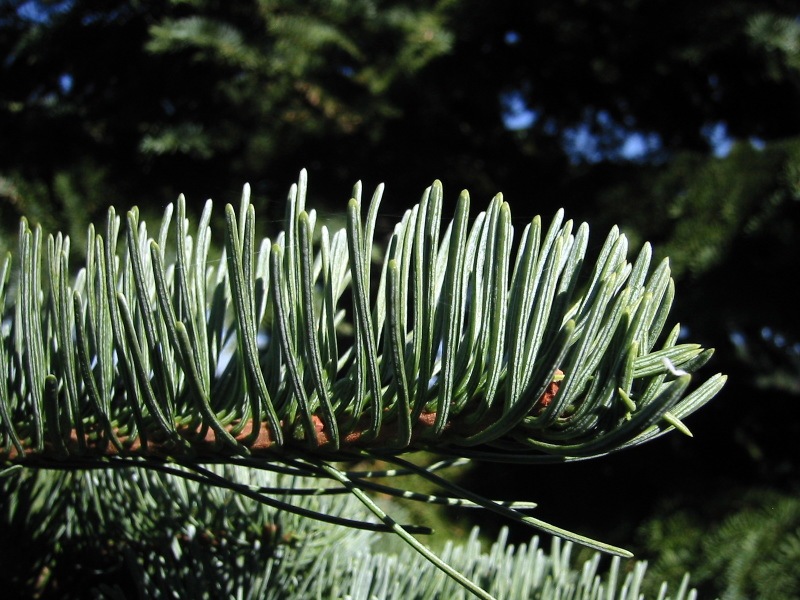
Гілка